# José Antonio Martínez Soler
José Antonio Martínez Soler, también conocido como JAMS (Almería, 8 de enero de 1947), es un periodista, ensayista y economista español que fue director del semanario Doblón durante la Transición española, director fundador de los diarios El Sol y La Gaceta de los Negocios, redactor jefe del diario El País, del semanario Cambio 16 y fundador y director general del periódico 20 minutos.
Trabajó en Televisión Española durante los años 1980 y 1990, donde destacó como presentador y entrevistador de personajes políticos relevantes de la historia contemporánea española. Obtuvo el Premio Medalla de Andalucía en 1986.
Es doctor en Ciencias de la Información por la Universidad Complutense y diplomado por la Nieman Foundation for Journalism de la Universidad de Harvard. Es también profesor titular de Economía Aplicada en la Universidad de Almería y, en junio de 2010, fue nombrado por la Junta de Andalucía presidente de la Junta Rectora del parque natural de Cabo de Gata-Níjar.

## Biografía

### Secuestro
El 2 de marzo de 1976, durante su etapa al frente del semanario Doblón,  Martínez Soler sufrió un secuestro durante el que fue torturado y sometido a una ejecución simulada para obtener de él información sobre dos generales y algunos jefes prodemocráticos de la Guardia Civil. En efecto, había publicado con ayuda de esas fuentes un artículo titulado De Vega a Campano, artículo que cortó en seco una purga en la Guardia Civil a pocos meses de la muerte del dictador Franco. Ningún general franquista pudo, a partir de entonces, controlar completamente a los altos mandos de la Guardia Civil durante la transición de la dictadura a la democracia.

### Colaboraciones con Televisión Española (TVE)
En TVE puso en marcha con José María Fraguas el primer diario matinal de la cadena, Buenos días, y fue relevante su participación en las campañas de las elecciones generales de 1986, 1993 y 1996 como entrevistador de todos los candidatos presidenciales y moderador de los debates; su elección como entrevistador tuvo el visto bueno de los representantes de todos los partidos políticos con representación parlamentaria. Martínez Soler dirigió los telediarios y otros programas, como Espiral: Detrás de la noticia (1990-1991) o El informe del día (1992), antes de ser nombrado corresponsal-jefe de TVE en Nueva York.
Sus dos últimas entrevistas a candidatos presidenciales en TVE las hizo Martínez Soler en marzo de 1996 a José María Aznar y a Felipe González. Desde entonces, nunca más se han hecho entrevistas a candidatos a la presidencia del Gobierno en TVE.
Tras la victoria del Partido Popular en las elecciones de marzo de 1996, Martínez Soler fue despedido de su empleo como corresponsal de TVE en Nueva York. El periodista interpuso una denuncia por despido improcedente, lo que dio origen a un caso judicial que produjo un gran revuelo en toda la prensa española y en la prensa internacional: el editorial del New York Times titulado «Un escalofrío en España», el comentario del Financial Times titulado «Costumbres españolas» o la carta del presidente de la Nieman Foundation for Journalism de la Universidad de Harvard al rey de España sobre el despido de Martínez Soler, mostraban la preocupación de la prensa internacional con relación a la frágil libertad de expresión en la joven democracia española.

### Fundación del diario20 minutos
Tras la revisión judicial de su despido, obtuvo una indemnización con la que pudo, junto a su esposa, Ana Westley, excorresponsal del New York Times en España, iniciar el proyecto de Multiprensa y Más S.L, editora del diario 20 minutos, con sede social en el sótano de su casa y hoy en un edificio de oficinas de Madrid.
Durante su gestión de Multiprensa y Más S.L., que posteriormente pasó a ser controlada por el grupo noruego Schibsted (80%) y por el Grupo Zeta (20%), se convirtió en la empresa editora del diario 20 minutos, que llegaría a ser líder de audiencia de la prensa española de información general, con más de 2,9 millones de lectores diarios, según el Estudio general de medios (EGM) y más de un millón de ejemplares diarios distribuidos, según PGD/OJD. Martínez Soler fue director general de 20 minutos desde 1999 hasta el 1 de octubre de 2010, siendo sustituido por Eduardo Díez-Hochleitner.
La labor periodística de Martínez Soler ha sido reconocida con el doctorado cum laude en Ciencias de la Información por la Universidad Complutense de Madrid y diplomatura por la Nieman Foundation for Journalism de la Universidad de Harvard de los EE. UU. Conquistando la libertad palabra a palabra fue su último artículo publicado en la revista Nieman Report de la Universidad de Harvard en el verano de 2006.

## Obras
- La prensa libre no fue un regalo. Cómo se gestó la transición (2022, Marcial Pons, ISBN 978-8418752353)
- Jaque a Polanco (1998, Planeta, Temas de Hoy, ISBN 978-84-7880-898-4).
- Autopistas de la Información (1996, Debate, en colaboración con Francisco Ros e Ignacio Santillana, ISBN 84-7444-951-0).
- Los empresarios ante la crisis (1982, Grijalbo, ISBN 84-253-1417-8).

## Premios y reconocimientos
- Premio Asociación de la Prensa de Madrid (APM) de Honor 2022.